# TTM 커스텀스 FC
TTM 커스텀스 FC(태국어: สโมสรฟุตบอลยาสูบ ศุลกากร)는 태국 사뭇쁘라깐주를 연고로 하는 태국의 축구단이다. 현재는 타이 리그 1에 참가하고 있다.

## 구단 명칭 역사
- 1963-2008: 타이 담배 전매청 FC (Thailand Tobacco Monopoly Football Club)
- 2009: TTM 사뭇 사콘 FC (TTM Samut Sakhon FC)
- 2010-2011: TTM FC 피찟 (TTM Phichit)
- 2012-현재: TTM 치앙마이 FC (TTM Chiangmai FC)

## 성적
- 타이 프리미어리그: 우승 1회 (2005)
- 타이 디비전 1 리그: 우승 1회 (2000)